# Siegbach
Siegbach ist eine Gemeinde im Lahn-Dill-Kreis in Hessen.

## Geografie

### Geografische Lage

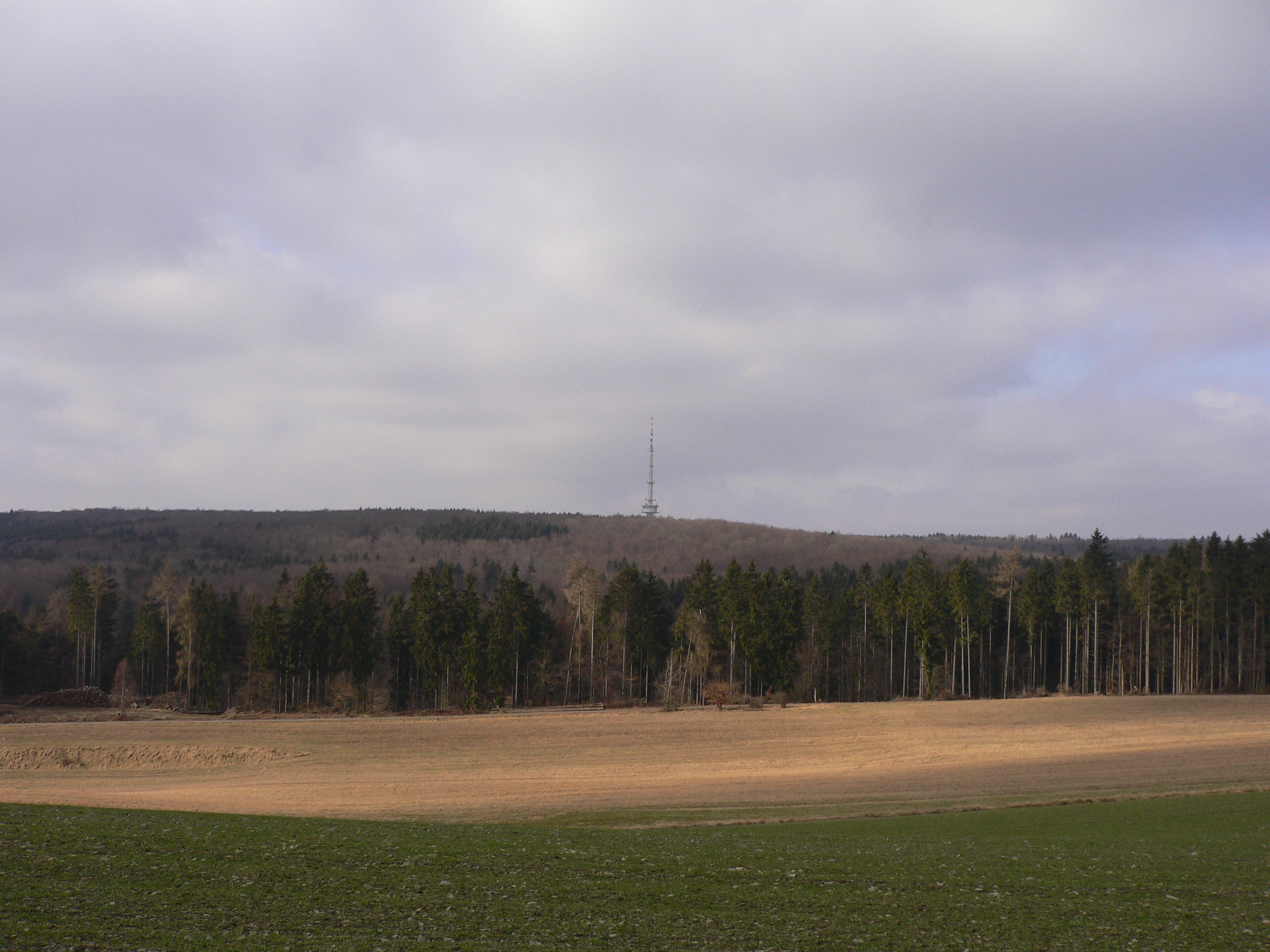
Schelderwald mit Angelburg, Blick aus Osten, im Vordergrund Felder in der Gemarkung Wallenfels

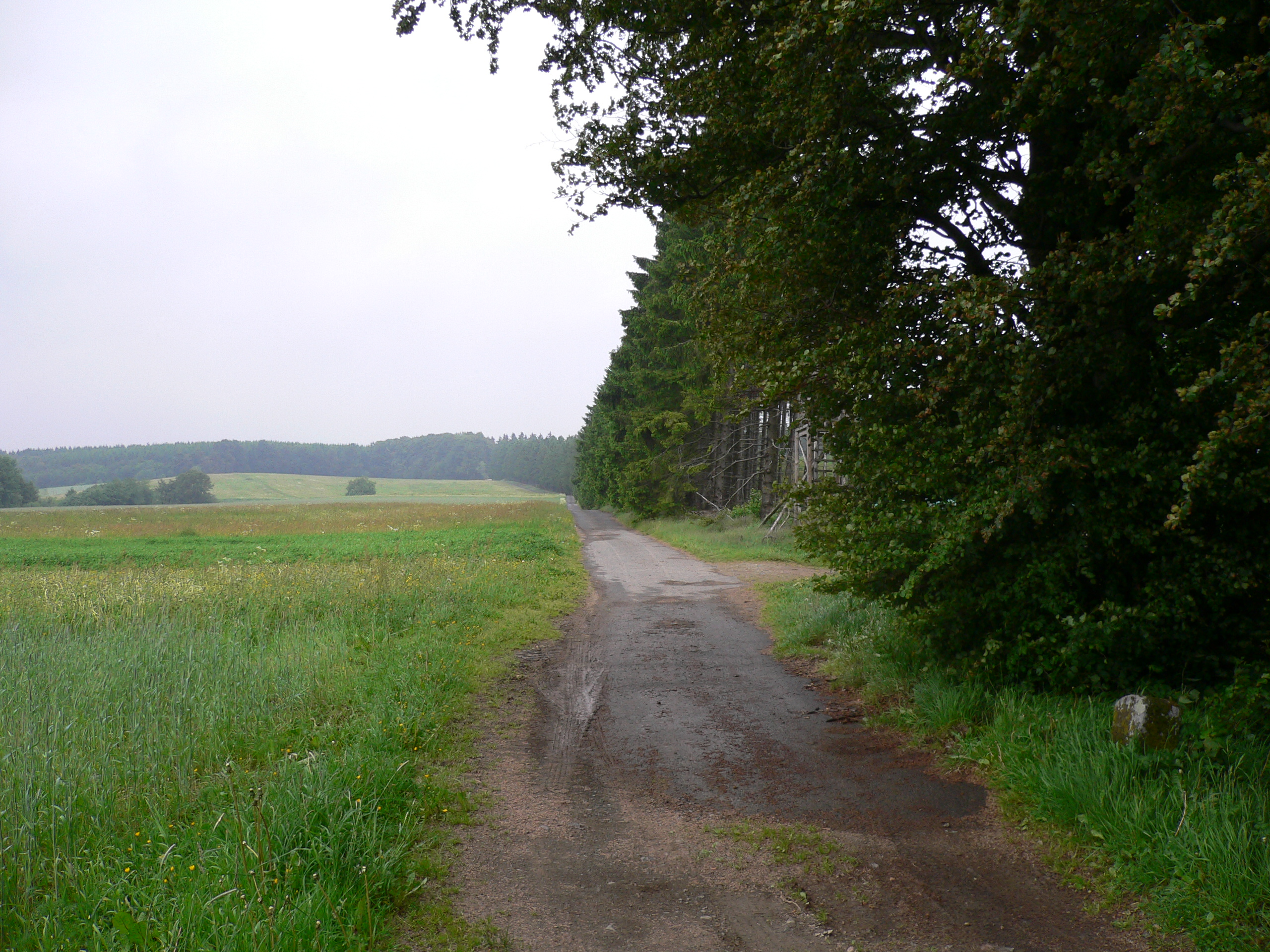
Ehemalige Grenze zwischen Hessen (rechts) und Nassau (links), seit 1352, bis heute Kreis- und Gemeindegrenze zwischen Siegbach-Wallenfels (links) und Bad Endbach-Schlierbach (rechts); Grenze verläuft am Waldrand, rechts am Bildrand alter Grenzstein

Die Gemeinde Siegbach liegt im Gladenbacher Bergland im Tal des namengebenden Siegbachs, der ganz nahe auf der Ostseite der Angelburg entspringt, die Gemeindeteile nacheinander in Nord-Süd-Richtung durchfließt und schließlich bei Bischoffen in die Aar mündet.
Mehr als die Hälfte der Gemeindefläche ist bewaldet. Die höchste Erhebung im Gemeindegebiet ist der Schmittgrund mit 590 m ü. NN, der nach der Angelburg zweithöchste Berg im Gladenbacher Bergland.
Wallenfels liegt auf den Bottenhorner Hochflächen, die westlich des Ortes von Angelburg und Schmittgrund fließend in den Schelder Wald übergehen; alle anderen Ortsteile liegen im Westen des Naturraumes Zollbuche.

### Nachbargemeinden
Siegbach grenzt im Norden an die Gemeinden Eschenburg (Lahn-Dill-Kreis) und Angelburg, im Osten an die Gemeinde Bad Endbach (beide im Landkreis Marburg-Biedenkopf), im Süden an die Gemeinden Bischoffen und Mittenaar, im Südwesten an die Stadt Herborn sowie im Westen an die Stadt Dillenburg (alle im Lahn-Dill-Kreis).

### Gliederung
Die Gemeinde besteht aus den fünf Ortsteilen Eisemroth (Sitz der Gemeindeverwaltung), Oberndorf, Tringenstein, Übernthal und Wallenfels.

## Geschichte
Gemeindebildung
Zum 1. Dezember 1970 wurde die bis dahin selbständige Gemeinde Oberndorf auf freiwilliger Basis in die Gemeinde Eisemroth eingemeindet. Diese fusionierte im Zuge der Gebietsreform in Hessen zum 31. Dezember 1971 mit Tringenstein, Übernthal und Wallenfels zur neuen Gemeinde Siegbach. Ortsbezirke nach der Hessischen Gemeindeordnung wurden nicht errichtet.
Gemeindegebiet
Auf dem Gemeindegebiet standen einst drei Burgen, und zwar in Eisemroth (Standort heutige ev. Kirche), in Wallenfels und in Tringenstein. Sie wurden während bzw. kurz nach dem Ende der 100-jährigen Dernbacher Fehde (1230 bis 1333) errichtet, die Burgen Eisemroth und Wallenfels von den Landgrafen von Hessen, die Burg Tringenstein von den Grafen von Nassau. Es ging dabei um die Vorherrschaft in diesem Gebiet zwischen der aufstrebenden Grafschaft Nassau und der Landgrafschaft Hessen.

## Bevölkerung

### Einwohnerstruktur 2011
Nach den Erhebungen des Zensus 2011 lebten am Stichtag dem 9. Mai 2011 in Siegbach 2785 Einwohner.
Nach dem Lebensalter waren 468 Einwohner unter 18 Jahren, 1183 zwischen 18 und 49, 624 zwischen 50 und 64 und 514 Einwohner waren älter.
Unter den Einwohnern waren 46 (1,7 %) Ausländer, von denen 28 aus dem EU-Ausland, 3 aus anderen europäischen Ländern und 11 aus anderen Staaten kamen. 
Die Einwohner lebten in 1145 Haushalten. Davon waren 272 Singlehaushalte, 300 Paare ohne Kinder und 429 Paare mit Kindern, sowie 125 Alleinerziehende und 18 Wohngemeinschaften. In 197 Haushalten lebten ausschließlich Senioren und in 763 Haushaltungen lebten keine Senioren.

### Einwohnerentwicklung
| Siegbach: Einwohnerzahlen von 1970 bis 2020                               | Siegbach: Einwohnerzahlen von 1970 bis 2020 | Siegbach: Einwohnerzahlen von 1970 bis 2020 | Siegbach: Einwohnerzahlen von 1970 bis 2020 | Siegbach: Einwohnerzahlen von 1970 bis 2020 |
| ------------------------------------------------------------------------- | ------------------------------------------- | ------------------------------------------- | ------------------------------------------- | ------------------------------------------- |
| Jahr                                                                      |                                             |                                             |                                             | Einwohner                                   |
| 1970                                                                      | 1970                                        |                                             | 3.457                                       | 3.457                                       |
| 1975                                                                      | 1975                                        |                                             | ?                                           | ?                                           |
| 1980                                                                      | 1980                                        |                                             | ?                                           | ?                                           |
| 1985                                                                      | 1985                                        |                                             | 2.902                                       | 2.902                                       |
| 1990                                                                      | 1990                                        |                                             | 3.030                                       | 3.030                                       |
| 1995                                                                      | 1995                                        |                                             | 3.053                                       | 3.053                                       |
| 2000                                                                      | 2000                                        |                                             | 2.994                                       | 2.994                                       |
| 2005                                                                      | 2005                                        |                                             | 2.910                                       | 2.910                                       |
| 2010                                                                      | 2010                                        |                                             | 2.784                                       | 2.784                                       |
| 2011                                                                      | 2011                                        |                                             | 2.785                                       | 2.785                                       |
| 2015                                                                      | 2015                                        |                                             | 2.643                                       | 2.643                                       |
| 2020                                                                      | 2020                                        |                                             | 2.541                                       | 2.541                                       |
| Quelle(n): LAGIS; Gemeinde Siegbach; Statistische Bibliothek; Zensus 2011 |                                             |                                             |                                             |                                             |

### Historische Religionszugehörigkeit
| • 1987: | 2141 evangelische (= 71,8 %), 213 katholische (= 7,1 %), 630 sonstige (= 21,1 %) Einwohner |
| • 2011: | 1941 evangelische (= 69,7 %), 159 katholische (= 5,7 %), 685 sonstige (= 24,6 %) Einwohner |

## Politik

### Gemeindevertretung
Die Kommunalwahl am 14. März 2021 lieferte folgendes Ergebnis, in Vergleich gesetzt zu früheren Kommunalwahlen:
| Sitzverteilung in der Gemeindevertretung 2021Insgesamt 15 Sitze - SPD: 6 - Grüne: 3 - CDU: 6 | Parteien und Wählergemeinschaften | Parteien und Wählergemeinschaften           | 2021  | 2021  | 2016  | 2016  | 2011  | 2011  | 2006  | 2006  | 2001  | 2001  |
| Sitzverteilung in der Gemeindevertretung 2021Insgesamt 15 Sitze - SPD: 6 - Grüne: 3 - CDU: 6 | Parteien und Wählergemeinschaften | Parteien und Wählergemeinschaften           | %     | Sitze | %     | Sitze | %     | Sitze | %     | Sitze | %     | Sitze |
| Sitzverteilung in der Gemeindevertretung 2021Insgesamt 15 Sitze - SPD: 6 - Grüne: 3 - CDU: 6 | CDU                               | Christlich Demokratische Union Deutschlands | 39,0  | 6     | 31,9  | 5     | 31,4  | 5     | 32,3  | 5     | 23,0  | 5     |
| Sitzverteilung in der Gemeindevertretung 2021Insgesamt 15 Sitze - SPD: 6 - Grüne: 3 - CDU: 6 | SPD                               | Sozialdemokratische Partei Deutschlands     | 37,6  | 6     | 51,3  | 8     | 41,9  | 6     | 46,4  | 7     | 47,3  | 11    |
| Sitzverteilung in der Gemeindevertretung 2021Insgesamt 15 Sitze - SPD: 6 - Grüne: 3 - CDU: 6 | Grüne                             | Bündnis 90/Die Grünen                       | 23,5  | 3     | 16,8  | 2     | 26,6  | 4     | —     | —     | —     | —     |
| Sitzverteilung in der Gemeindevertretung 2021Insgesamt 15 Sitze - SPD: 6 - Grüne: 3 - CDU: 6 | FWG                               | Freie Wählergemeinschaft Siegbach           | —     | —     | —     | —     | —     | —     | 21,3  | 3     | 16,0  | 4     |
| Sitzverteilung in der Gemeindevertretung 2021Insgesamt 15 Sitze - SPD: 6 - Grüne: 3 - CDU: 6 | BL                                | Bürgerliste Siegbach                        | —     | —     | —     | —     | —     | —     | —     | —     | 13,7  | 3     |
| Sitzverteilung in der Gemeindevertretung 2021Insgesamt 15 Sitze - SPD: 6 - Grüne: 3 - CDU: 6 | Gesamt                            | Gesamt                                      | 100,0 | 15    | 100,0 | 15    | 100,0 | 15    | 100,0 | 15    | 100,0 | 23    |
| Sitzverteilung in der Gemeindevertretung 2021Insgesamt 15 Sitze - SPD: 6 - Grüne: 3 - CDU: 6 | Wahlbeteiligung in %              | Wahlbeteiligung in %                        | 69,6  | 69,6  | 49,2  | 49,2  | 42,0  | 42,0  | 37,1  | 37,1  | 43,1  | 43,1  |

### Bürgermeister
Nach der hessischen Kommunalverfassung wird der Bürgermeister für eine sechsjährige Amtszeit gewählt, seit dem Jahr 1993 in einer Direktwahl, und ist Vorsitzender des Gemeindevorstands, dem in der Gemeinde Siegbach neben dem Bürgermeister ehrenamtlich ein Erster Beigeordneter und fünf weitere Beigeordnete angehören. Bürgermeister ist seit dem 1. Juli 2021 der parteiunabhängige Maik Trumpfheller. Sein Amtsvorgänger Berndt Happel war seit dem 13. Juni 2019 ununterbrochen dienstunfähig und trat nach einem erfolgreichen Abwahlantrag der Gemeindevertretung vom 7. Mai 2020 aus der zweiten Amtszeit vorzeitig in den Ruhestand, um damit einem Bürgerentscheid zur Abwahl zuvorzukommen. Altbürgermeister Eckehard Förster (SPD) leitete ab 2. März 2020 die Gemeindeverwaltung als Staatsbeauftragter kommissarisch und die Wahl des neuen Bürgermeisters musste vorgezogen werden. Maik Trumpfheller erhielt am 28. März 2021 in einer Stichwahl bei 59,60 Prozent Wahlbeteiligung 79,76 Prozent der Stimmen.
Amtszeiten der Bürgermeister
- 2022–2028 Maik Trumpfheller[18]
- 2010–2020 Berndt Happel[19]
- 1998–2010 Eckehard Förster (SPD)
- 1996–1998 Erich Dietrich (FWG)
- 1977–1978 Heiko Klingelhöfer
- 1972–1977 Alfred Nickel

### Wappen
Das Wappen und die Flagge wurden am 16. Oktober 1975 durch das Hessische Ministerium des Innern amtlich verliehen.
| Wappen von Siegbach | Blasonierung: „In Grün auf goldenem Boden ein schwarzes Stollenmundloch mit goldenem Gebälk, belegt mit silbernem schräggekreuzten Hammer und Schlägel.“ |
| Wappen von Siegbach | Wappenbegründung: Das Wappen steht für den ehemaligen Bergbau im Gemeindegebiet.                                                                         |

## Kultur und Sehenswürdigkeiten

### Bauwerke und Kulturdenkmale
Die Wilhelmsteine, zwischen den Ortsteilen Tringenstein und Wallenfels gelegen, sind eine Gruppe von bis zu 15 m hohen Eisenkieshärtlingen inmitten des Schelderwaldes. Am 1. Mai sind sie Ziel zahlreicher Wandergruppen aus den umliegenden Gemeinden. Alljährlich am Himmelfahrtstag wird bei ihnen seit Jahrzehnten ein Waldgottesdienst gefeiert mit Teilnehmern aus allen benachbarten Ortschaften.
Die Wilhelmsteine, benannt nach Herzog Wilhelm von Nassau, wurden früher Buchsteine genannt. Sie waren vermutlich ein zentrales vorchristliches Heiligtum. In ihrer Nähe bei der Angelburg befand sich vom frühen bis zum hohen Mittelalter ein bedeutender Knotenpunkt alter Fernhandelswege, die auf den längeren und kürzeren Wasserscheiden verliefen. Die von Nordosten kommende „Hohe Straße / Herborner Straße“ kreuzte dort den bedeutenden Ost-West-Fernhandelsweg (Leipzig-Kölner-Messestraße auch „Brabanter Straße“ genannt), der von Leipzig über Erfurt und Marburg kommend weiter über Siegen nach Köln bis in die Provinz Brabant, (heute in Belgien) verlief. In der engeren Region wurde er auch „Schelderwald-Weg“, in alten Urkunden „strada publica“ (öffentliche Straße) genannt. Dort mündete auch der Westfalen-Weg ein, der von Gießen auf der Aar-Salzböde-Wasserscheide kommend etwa der heutigen Landesstraße 3047 bis zur Zollbuche folgend, über Günterod und Salzbödesattel westlich an Hartenrod und Schlierbach vorbei der Angelburg zustrebte. Über seine nördliche Fortsetzung, entlang der Perf-Dautphe Wasserscheide, konnte man über Paderborn  bis nach Bremen gelangen.
An der Angelburg (Berg) wurde eine bedeutende vorgeschichtliche keltische Siedlung nachgewiesen. Der dabei gefundene „Keltenstein“ (mit figürlicher Darstellung) steht im Museum in Darmstadt.
Burgruinen: In Tringenstein die Burg Tringenstein und in Wallenfels die Burg Wallenfels.

## Energie
Ende 2011 hat der Wiesbadener Projektentwickler ABO Wind einen Windpark mit drei Windkraftanlagen vom Typ Nordex N100/2500 in Betrieb genommen. Die Anlagen verfügen über eine Nabenhöhe von 140 m, einen Rotordurchmesser von 100 m und eine Nennleistung von jeweils 2,5 MW. Betreiber ist die Mainova. Pro Jahr sollen sie ca. 16 Millionen kWh elektrische Energie produzieren, entsprechend dem Stromverbrauch von 6400 Haushalten.

## Persönlichkeiten
- Berthold Martin (1913–1973), Psychiater und Politiker
- Erwin Immel (1927–2006), Lehrer und Politiker
- Bernd Nickel (1949–2021), Fußballspieler (Nationalmannschaft)
- Michael Heck (* 1964), Schlagersänger
- Deborah Levi (* 1997), Bobfahrerin (Olympiasiegerin)